# سیارک ۷۲۹۵
سیارک ۷۲۹۵ (به انگلیسی: 7295 Brozovic، نامگذاری:1992MB) هفت هزار و دویست و نود و پنجمین سیارک کشف شده‌است که در ۲۲ ژوئن ۱۹۹۲ کشف شد.